# Christoph Daniel Walch der Jüngere
Christoph Daniel Walch der Jüngere (* 11. November 1781 in Kaufbeuren; † 1. August 1852 ebenda) war ein bayerischer Kaufmann und Politiker.
Walch war Großhändler in Kaufbeuren. Von 1836 bis 1848 war er Bürgermeister der Stadt. Außerdem gehörte er von 1840 bis 1843 der Kammer der Abgeordneten der bayerischen Ständeversammlung an. Er wurde beschrieben mit einer Neigung zu liberalen Ideen, aber treu gegenüber dem bayerischen König.